# Иоганн Людвиг (граф Нассау-Отвейлера)
Иоганн Людвиг Нассау-Отвейлерский (нем. Johann Ludwig von Nassau-Ottweiler; 23 мая 1625, Саарбрюккен — 9 февраля 1690, Рейхельсгейм) — первый граф Нассау-Отвейлера, некоторое время правил в других нассауских владениях. Глава Нассауского дома. Генерал-майор.

## Биография
Иоганн Людвиг — сын Вильгельма Людвига Нассау-Саарбрюккенского и Анны Амалии Баден-Дурлахской. В 10-летнем возрасте Иоганн Людвиг вместе с родителями был вынужден бежать в Мец. После смерти отца в 1640 году Иоганн Людвиг с матерью вернулся в Саарбрюккен спустя три года. Иоганн Людвиг учился в Сомюрском университете. В 1644—1645 годах совершил гран-тур в Париж.
После заключения Вестфальского мира и смерти матери в 1651 году Иоганн Людвиг пришёл к власти в Нассау-Саарбрюккене и Нассау-Узингене и был назначен опекуном двоих несовершеннолетних братьев. В 1656 году граф Иоганн Людвиг поступил на службу во французскую армию в звании полковника королевского эльзасского полка. Принимал участие во Франко-испанской войне и попал в плен.
В 1659 году Иоганн Людвиг с братьями произвели раздел отцовского наследства. Иоганн Людвиг получил земли Отвейлера и претендовал на Гомбург, став таким образом родоначальником побочной линии Нассау-Отвейлер, сохранявшейся до 1728 года. После смерти Фридриха Нассау-Вейльбургского в 1675 году Иоганн Людвиг был назначен опекуном его детей. В 1677 году граф Иоганн Людвиг стал главой Нассауского дома. В 1680 году Иоганн Людвиг отказался присягать Людовику XIV и передал власть сыну Фридриху Людвигу.
На службе в Верхнерейнском округе в ходе формирования имперской армии получил в 1681 году звание генерал-вахтмейстера. В 1682 году был назначен генерал-майором и шефом пехотного полка. Находился на службе даже во время Войны Аугсбургской лиги. Граф Иоганн Людвиг похоронен в протестантской церкви в Рейхельсгейме.

## Семья
в 1649 году Иоганн Людвиг Нассау-Отвейлерский женился на Доротее Катарине (1634—1715), дочери пфальцграфа Кристиана I Пфальц-Биркенфельд-Бишвейлерского. В этом браке родились:
- Кристиан Людвиг (1650)
- Фридрих Людвиг (1651—1728), женат на графине Кристиане фон Алефельд (1659—1695), затем на графине Луизе Софии Ганау-Лихтенбергской
- Анна Екатерина (1653—1731), замужем за графом Филиппом Зальм-Даунским (1645—1693)
- Вальрад (1656—1705)
- Карл Зигфрид (1659—1679)
- Людвиг (1661—1699), женат на графине Амалии Луизы фон Горнес (1665—1728)
- Луиза (1662—1741)
- Мориц (1664—1666)